# Френсіс Ісідро Еджворт
Френсіс Ісідор Еджуорт (англ. Francis Ysidro Edgeworth; 8 лютого 1845, Еджвортстаун — 13 лютого 1926, Оксфорд) — англо-ірландський філософ і економіст, який зробив вагомий внесок у розробку статистичних методів дослідження економічних явищ і процесів.

## Біографія
Френсіс Еджуорт народився і провів дитинство в родовому маєтку в Еджвортстауні, графство Лонгфорд, Ірландія. Його батько, Френсіс Бофорт Еджуорт, походив з французьких гугенотів, а мати, Роза Флорентина Еролес, була каталонською біженкою. Винахідник Річард Ловелл Еджуорт був його дідусем, а письменниця Марія Еджуорт — його тіткою.
Він не відвідував школу, але отримував блискучу домашню освіту від приватних репетиторів, (зокрема, володів шістьма мовами, включаючи латинь), яку юнак доповнив класичною освітою в Триніті-колледж  Дублінського університету, а згодом — і гуманітарною освітою в Оксфордському університеті з 1862 по 1876 рр. Численні захоплення Ф. Еджуорта включали в себе древні мови, філософію, логіку, етику. Більшість цих дисциплін він сам згодом викладав, а також математику, яку він вивчав самостійно.
В 1881 році була опублікована його найвідоміша книга з економіки — «Математична психіка: стаття про застосування математики до моральних наук» (англ. Mathematical psychics: an essay of the application of mathematics to the moral sciences, 1881). Ряд його творчих застосувань математики до економічних чи моральних питань були оцінені як незрозумілі.
В 1888 році Еджуорт був призначений на кафедру економіки в King's College London. У 1891—1922 роках — професор економіки в Оксфорді, а також творець (разом з Джоном. М. Кейнсом) і голова редакційної ради знаменитого «Економічного журналу» (англ. The Economic Journal).
Для творів Еджуорта характерний традиційний для англійської утилітаристської думки великий інтерес до проблем добробуту, корисності і їх виміру, прагнення вивести математичні докази теоретичних висновків, а стилю його робіт властива суміш складної математики і філософії.
Він першим застосував певні формальні математичні прийоми для індивідуального прийняття рішень в економіці. Френсіс Еджуорт помер в Оксфорді 13 лютого 1926 року.

## Вклад в економіку
Його перша книга «Нові і старі методи етики» (англ. New and Old Methods of Ethics, 1877) вперше описує використання варіаційного числення для пояснення фундаментальних етичних питань.
У своїй найвідомішій книзі «Математична психіка: стаття про застосування математики до моральних наук» (англ. Mathematical psychics: an essay of the application of mathematics to the moral sciences, 1881), Ф. Еджуорт здійснив розмежування двох підходів до оцінки корисності. Він створив математичний інструментарій функціонального аналізу, що оперує не абсолютними, а відносними величинами. Крім того, він розглянув проблеми укладання і виконання контрактів в умовах вільного ринку і відкрив криву байдужості для опису ситуації, коли покупцеві доводиться робити кількісний вибір між двома товарами.
Вчений вивів узагальнену функцію корисності та розвинув «теорію загальної рівноваги». У 1879 році Еджуорт дослідив, що якщо встановити утилітарні основи для дуже прогресивного оподаткування, аргументуючи це тим, що оптимальний розподіл податків повинен бути таким, щоб гранична непридатність, понесена кожним платником податків, була однаковою, тоді оподаткування товару може фактично призвести до зниження його ціни Парадокс Еджуорта.
Еджуорт критикував теорію граничної корисності і намагався вдосконалити неокласичну теорію розподілу. Хоча його робота з питань фінансів війни під час Першої світової війни була оригінальною, вона виявилась надто теоретичною і не була застосована на практиці, на що автор дуже сподівався.
Не зважаючи на те, що ідеї Еджуорта були оригінальними і демонстрували неабияку глибину думки, його манера висловлення не була зрозумілою більшості його сучасників. Еджуорта часто називали «людиною Маршалла», маючи на увазі його підтримку Альфреда Маршалла. Саме Еджуорт зробив великий внесок у створення теорії неокласичної економіки та у занепад будь-якого альтернативного підходу.
Еджуорту ніколи не вдалося залучити значну кількість послідовників, відповідно, він не сформував власної школи економічної думки. Тим не менш, його поважали різні економісти, в тому числі Ірвінг Фішер, Кнут Віксель та Вільфредо Парето. Послідовники Парето, відроджували інтерес до ідей Еджуорта в 1930-х роках. У 1960-і та 1970-і роки, коли інтерес до математичної економіки процвітав, роботи Еджуорта знову стали центром академічного інтересу.

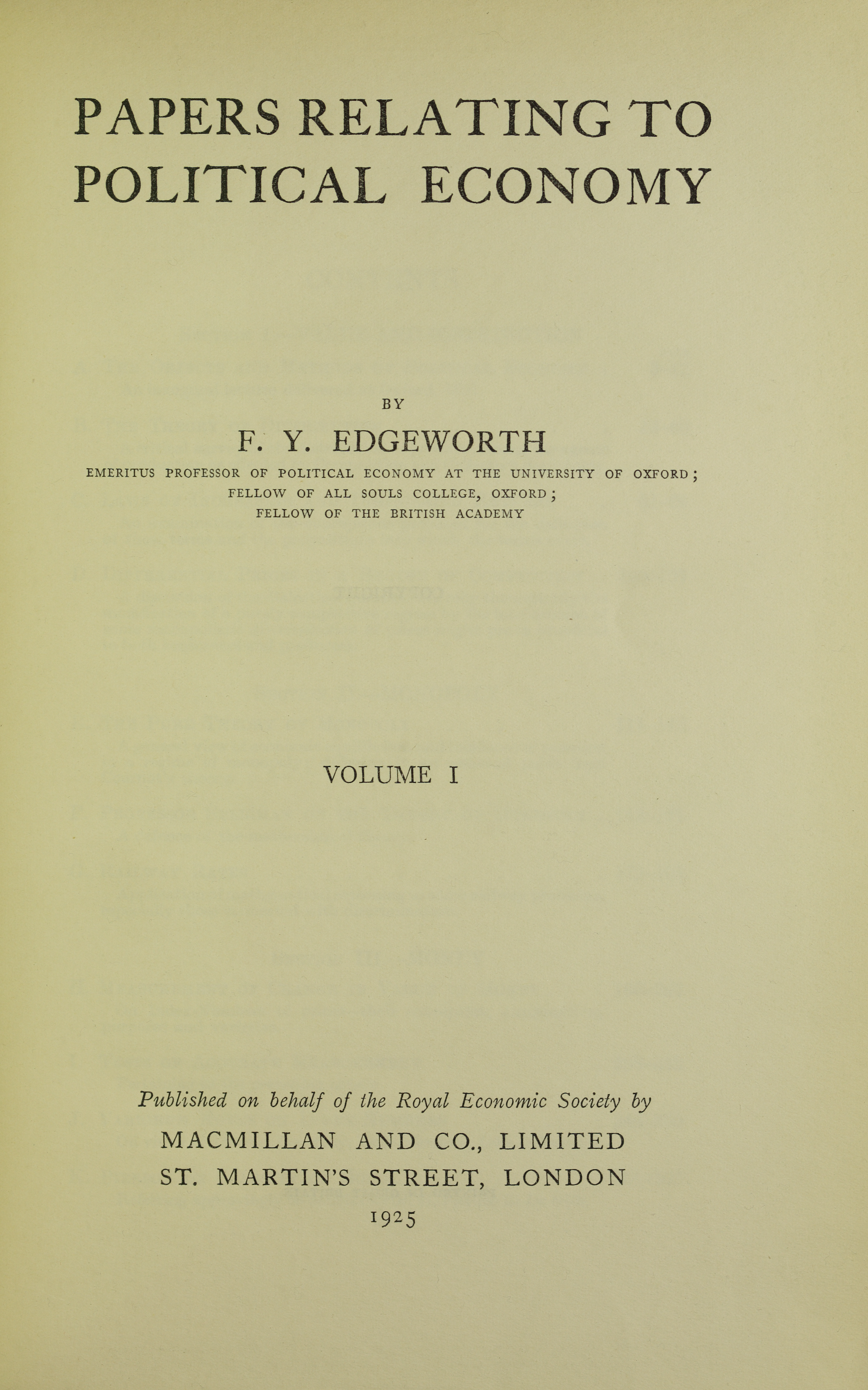
Доповіді, що стосуються політичної економії (Papers Relating to Political Economy), 1925

## Основні праці
- «Нові та старі методи етики», (англ. New and Old Methods of Ethics, 1877),
- «Математична психіка: стаття про застосування математики до моральних наук», (англ. Mathematical psychics: an essay of the application of mathematics to the moral sciences, 1881),
- «Обґрунтування обміну», (англ. The Rationale of Exchange, 1884),
- «Крива асиметричної ймовірності», (англ. The asymmetrical probability curve, 1894),
- «Теорія розподілу», (англ. The Theory of Distribution, 1904),
- «Про співвідношення політичної економії та війни», (англ. On the Relations of Political Economy to War, 1915),
- «Валюта та фінанси під час війни», (англ. Currency and Finance in Time of War, 1918),
- «Доповіді, що стосуються політичної економії», (англ. Papers Relating to Political Economy, 1925).